# Смоленський тролейбус
Смоленський тролейбус (рос. Смоленский троллейбус) — діюча з 8 квітня 1991 року тролейбусна система у місті Смоленську. Передостання запущена в СРСР тролейбусна мережа.
Експлуатацію мережі смоленського тролейбуса здійснює Смоленське муніципальне унітарне трамвайно-тролейбусне підприємство (рос. Смоленское муниципальное унитарное трамвайно-троллейбусное предприятие, СМУТТП).
Адреса підприємства: 214020, м. Смоленськ, вул. Шевченка, 85.

## Історія
Тролейбусну систему в Смоленську почали будувати в 1976 році за напрямком пл. Смирнова — вул. Індустріальна — ТЕЦ-2, однак незабаром будівництво було законсервовано. 
У середині 1980-х проєкт був змінений і вже прокладена траса при відкритті тролейбуса (1991) задіяна не була. Нині ця лінія не затребувана і перебуває в занедбаному стані. 
Маршрут № 1 смоленського тролейбуса був відкритий у квітні 1991 року. Спочатку на ньому експлуатувалися 10 машин ЗіУ-682. Згодом було добудовано частину маршруту № 2 — до заводу «Протон» (нині — НПО «Аркада»). 
Маршрут № 2 в нинішньому варіанті (до мікрорайону «Кісєльовка» / вул. П. Алексєєва) був відкритий 23 вересня 1993 році до 50-ї річниці визволення Смоленщини у Другій світовій.

## Маршрути
В місті Смоленськ діє 5 тролейбусних маршрутів.

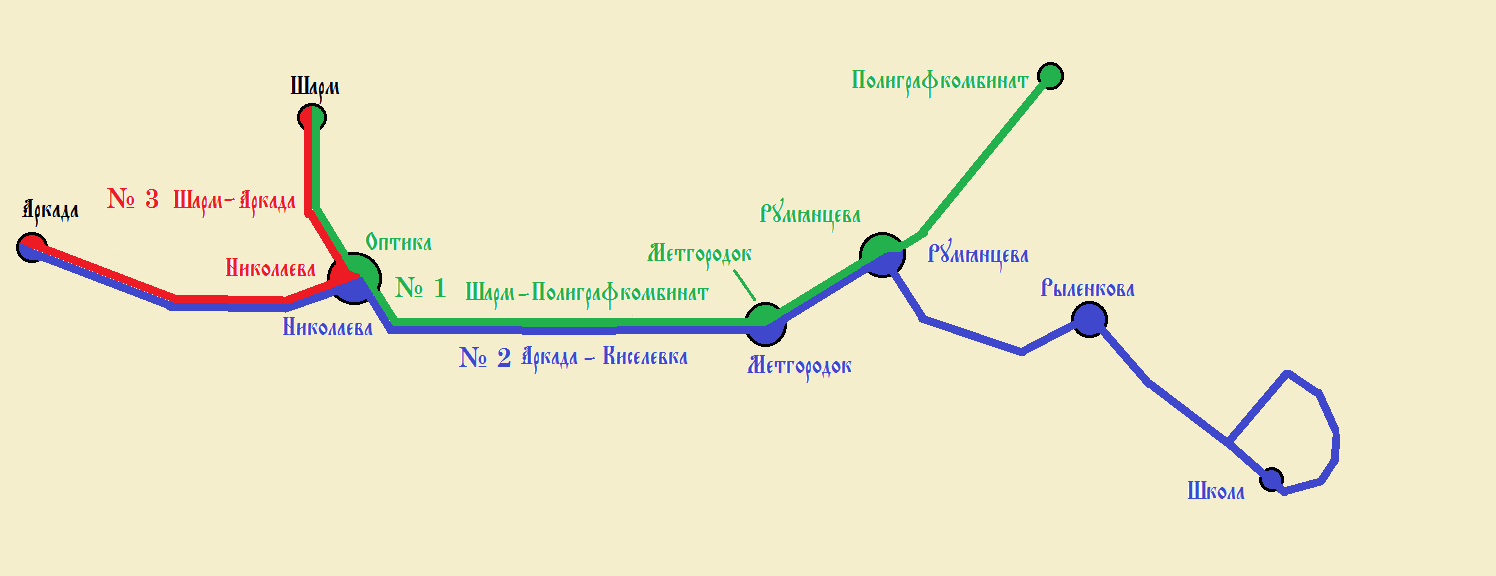
Схема тролейбусних маршрутів станом на 2014 рік

| Перелік тролейбусних маршрутів в місті Смоленськ | Перелік тролейбусних маршрутів в місті Смоленськ     | Перелік тролейбусних маршрутів в місті Смоленськ | Перелік тролейбусних маршрутів в місті Смоленськ | Перелік тролейбусних маршрутів в місті Смоленськ |
| №                                                | Кінцевий пункт, А                                    | Кінцевий пункт, Б                                | Дата відкриття                                   | Довжина маршруту, км                             |
| ------------------------------------------------ | ---------------------------------------------------- | ------------------------------------------------ | ------------------------------------------------ | ------------------------------------------------ |
| 1                                                | Поліграфкомбінат                                     | Фабрика «Шарм»                                   | 8 квітня 1991                                    | 12,6                                             |
| 2                                                | Школа № 37 )вул. Риленкова, мікрорайон «Кісєльовка») | НПО «Аркада»                                     | 23 вересня 1995                                  | 17,9                                             |
| 3                                                | Школа № 37 (8-й мікрорайон «Кісєльовка»)             | НПО «Аркада»                                     | 1993                                             | 18,56                                            |
| 4                                                | Фабрика «Шарм»                                       | Школа № 37 (8-й мікрорайон «Кісєльовка»)         |                                                  | 16,73                                            |
| 5                                                | НПО «Аркада»                                         | Фабрика «Шарм»                                   | 10 грудня 2017                                   | 7,42                                             |

## Рухомий склад
На балансі МУТТП м. Смоленська станом на 1 жовтня 2018 року перебуває 47 тролейбусів.
| Рухомий склад | Рухомий склад              | Рухомий склад  |
| Марка         | Модель                     | Кількість, од. |
| ------------- | -------------------------- | -------------- |
| ЗіУ           | ЗіУ-682                    | 30             |
| ЗіУ           | ЗіУ-682Г-016.02            | 9              |
| Тролза        | Тролза 5275.03 «Оптіма»    | 1              |
| Тролза        | Тролза 5275.06 «Оптіма»    | 3              |
| Тролза        | Тролза-5265.00 «Мегаполис» | 2              |
| ВМЗ           | ВМЗ-100                    | 2              |
|               | Всього:                    | 47             |